# Hugo "Hurley" Reyes

Hurley din Lost

Hugo Reyes, alias Hurley, este unul dintre personajele principale din serialul de televiziune american Lost, portretizat de actorul Jorge Garcia.